# Schwenk & Seggelke
 Seggelke Klarinetten (GmbH & Co. KG) er en tysk klarinetproducent med base i Bamberg i Oberfranken i Bayern. Virksomheden producerer klarinetter efter det tyske grebssystem (Oehler-system og varianter) og det franske system (Böhm-system) samt en kombination af begge systemer, baseret på Böhm-systemet, et modulopbygget design. Virksomhedens specialitet er fremstilling af historiske klarinetter.

## Historie
Virksomheden blev grundlagt i 1996 af klarinetproducenten Werner Schwenk og klarinetproducent og klarinettist Jochen Seggelke med produktionsfaciliteter i Tübingen og Bamberg, som blev fusioneret i 1998 i Bamberg. I 2002 flyttede virksomheden til større lokaler. Werner Schwenk forlod virksomheden i 2013 på grund af alder.
Siden da har Jochen Seggelke været eneejer af fabrikken. I 2020 blev virksomheden indlemmet i det nystiftede selskab Seggelke Klarinetten. Navnet Schwenk & Seggelke vil blive videreført som et mærke.

## Produkter
Alle instrumenter kan konfigureres individuelt med hensyn til udstyr, dvs. udboring, træsort, mekanisk udstyr og efterbehandling. Der er også kopier af 10 historiske instrumenter i forskellige stemninger, hvoraf to modeller tilbydes i B og A. Ikke i programmet: altklarinet i Eb (udseende, der ligner et bassethorn og den yderst sjældne kontraaltklarinet.
Siden 2019 har man efter anmodning fra kunder udviklet og produceret klarinetter, der ligner historiske instrumenter, men er udstyret med moderne teknologi, især et moderne greb- og klapsystem. Det gælder for eksempel et instrument til den amerikanske klarinettist Charles Neidich (en): en bassetklarinet i A med buet birne og en 'Liebesfuß (de)' som lyd- eller schallstykke − som på en 'Stadler-klarinet' (Anton Stadler (en)) − og et instrument til den australske klarinettist Richard Haynes (en): en klarinet d`amour som er et for længst uddødt instrument, se figuren nedenfor til højre.
Producenten Seggelke Klarinetten har udviklet adskillige forbedringer af mekanik og tonehulsboring. Alle instrumenter er lavet af træ, hovedsageligt af træsorten grenadilla (en), men også cocobolo (en), mopane og buksbom og er tilgængelige, sidstnævnte især for de historiske kopier. Instrumenterne bliver kun bygget efter ordre og primært til professionelle klarinettister og er i den højeste prisklasse. Derudover sælger Schwenk & Seggelke billige produkter til skolebørn fra Buffet Crampon Deutschland (de), Markneukirchen (de), under mærket “W. Schreiber“-producerede klarinetter, i en form tilpasset i deres eget værksted; i mellemste prisleje klarinetter fra F. Arthur Uebel, også i Markneukirchen, en virksomhed som Jochen Seggelke har rådgivet om akustiske og tekniske spørgsmål siden 2014.

## Priser
I marts 2006 blev det nyudviklede bassethorn tildelt den bayerske statspris, efter at Schwenk & Seggelke allerede havde modtaget en designpris for det i 2004. 
Øverst er instrumentet mellem mundstykket og det øverste stykke udstyret med en normal birne og et buet forbindelsesstykke i stedet for den sædvanlige metalbue og nedenfor med et lyd- eller schallstykke lavet af træ i stedet for metal. For et foto af dette instrument se artiklen bassethorn øverst til højre i infoboksen. I 2013 modtog Eb klarinetmodellen 2000 den tyske musikinstrumentpris. 

## Salgsområder
Cirka en tredjedel af Seggelke Klarinetten-produkter sælges i Tyskland, resten af Europa og i udlandet.